# Hyllisia flavomarmorata
Hyllisia flavomarmorata är en skalbaggsart som beskrevs av Stefan von Breuning 1940. Hyllisia flavomarmorata ingår i släktet Hyllisia och familjen långhorningar.
Artens utbredningsområde är Kenya. Inga underarter finns listade i Catalogue of Life.